# Primera Guerra Civil Romana
La Primera Guerra Civil Romana va ser el primer dels grans conflictes militars polítics de la República Romana esdevinguts durant el segle I aC que comportarien la desestabilització, propiciant el seu final i la instauració de l'Imperi Romà, amb August com a primer emperador.
La guerra va tenir lloc quan els líders de les dues faccions enfrontades al senat els optimats i populars, Sula i Gai Mari respectivament, van competir pels honors de liderar la guerra contra Mitridates VI rei del Pont, qui havia envaït la província romana d'Àsia i assassinat a milers de romans. Inicialment Sula va obtenir el suport del Senat per liderar la guerra, però els populars van anul·lar aquesta decisió recorrent directament a la decisió dels comicis romans, atorgant el comandament a Gai Mari. Sula va marxar sobre Roma amb les seves legions, fent fugir a Mari i re-atorgant-se el comandament. Ja a Roma el senat romà va declarar Mari com enemic de la República, i Sula va embarcar cap a Grècia sense contratemps. Luci Corneli Cinna un cònsol electe popular, davant l'absència de Sula va propiciar el retorn de Mari des del seu exili, i junts van marxar sobre Roma, es van fer nomenar cònsols i van establir una sagnant repressió contra els optimats, però després d'uns pocs dies al seu càrrec Mari va morir. Sula després d'acabar la guerra a orient amb el tractat de Dardanos, va tornar a Itàlia on va derrotar els populars i es va establir com a dictador, va reformar la Constitució republicana cedint més poder al Senat, va retallar el dels tribuns de la plebs i el de les assemblees populars. Finalment Sula va renunciar al poder absolut i es va retirar de la vida política.

## Fases del conflicte
Entre el 135 aC i el 71 aC van tenir lloc tres «Guerres Servils»: aixecaments d'esclaus contra l'estat romà. La tercera, la més seriosa, va involucrar al final a entre 120.000 i 150.000 esclaus revoltats. A més, en el 91 aC, va esclatar la Guerra Social entre Roma i els seus anteriors aliats en Itàlia, coneguts col·lectivament com els socii, per l'oposició entre els aliats a compartir els riscs de les campanyes militars romanes però no les seves recompenses. Malgrat sofrir derrotes com la de la batalla del Llac Fucino, les tropes romanes van vèncer les milícies italianes en diversos enfrontaments decisius, especialment la Batalla d'Asculum. Encara que van perdre militarment, els socii van aconseguir els seus objectius amb les proclamacions de la Lex Julia i la Lex Plautia Papiria, que concedia la ciutadania a més de 500.000 italians.
La tensió interna va assolir la seva major gravetat en les dues guerres civils, o marxes sobre Roma, del cònsol Luci Corneli Sul·la al començament del 82 aC. En la batalla de Porta Collina, a les mateixes portes de la ciutat de Roma, un exèrcit romà sota el comandament de Sul·la va vèncer a un exèrcit del senat romà, junt amb alguns aliats samnites. Tot i les seves queixes contra el poder, les seves accions van marcar una fita en la disposició de les tropes romanes a fer la guerra els uns contra els altres, una cosa que aplanaria el camí per a les guerres del triumvirat, l'enderrocament del Senat com la direcció de facto de l'estat romà, i la consegüent usurpació endèmica del tardà Imperi.